# كريس غلاسر
كريس غلاسر (بالإنجليزية: Chris Glaser)‏ هو عالم عقيدة أمريكي، ولد في 3 أكتوبر 1950.